# Maurice Yaméogo
Maurice Nawalagmba Yaméogo (ur. 31 grudnia 1921, zm. 9 listopada 1993) – pierwszy prezydent Górnej Wolty, obecnie Burkina Faso. 5 sierpnia 1960 proklamował niepodległość kraju, próbował połączyć go z Wybrzeżem Kości Słoniowej.
Urodzony w mieście Koudougou, zaczynał jako urzędnik we Francuskiej Administracji Kolonialnej, z czasem doszedł do stopnia wiceprezydenta Francuskiej Konfederacji Chrześcijańskich Pracowników (CFTC) Górnej Wolty.
Równolegle Maurice Yaméogo rozwijał karierę polityczną. Zaczynając od stanowisk w rodzinnym mieście, już w 1957 mianowany został ministrem gospodarki rolnej w rządzie Yvona Bourgesa, ostatniego francuskiego gubernatora Górnej Wolty. Rok później Yaméogo mianowany został ministrem spraw wewnętrznych w rządzie Daniela Ouezzin Coulibaly, faktycznie drugą osobą w państwie. Drogę do prezydentury otworzyła mu jednak śmierć jego francuskiego poprzednika, który zmarł w Paryżu we wrześniu 1958 roku.
11 grudnia 1959 Maurice Yameogo ogłoszony został pierwszym prezydentem nowo powstałej Republiki Górnej Wolty, 5 sierpnia 1960 oficjalnie proklamował niepodległość państwa. Nie był to jednak koniec planów prezydenta Yameogo. Marzyło mu się stworzenie Federacji Mali, w skład której wchodzić miałyby, prócz Górnej Wolty, Senegal, Francuski Sudan (dzisiejsze Mali), Dahomej (Benin) oraz Wybrzeże Kości Słoniowej. Wspólnie z prezydentem tego ostatniego kraju, Felixem Houphouet-Boigny pracował nawet nad projektem połączenia obu państw, planów tych nigdy jednak nie udało się wprowadzić w życie.
Na przełomie 1965 oraz 1966 roku w Górnej Wolcie wybuchła ogólnokrajowa rebelia spowodowana pogłębiającym się kryzysem gospodarczym. Na jej czele stanął pułkownik Sangoulé Lamizana. Nie chcąc dopuścić do rozlewu krwi, 3 stycznia 1966 prezydent ustąpił ze stanowiska, trafiając do więzienia. W ślad za nim powędrował jego syn, Hermann Yameogo. 8 maja 1969 były prezydent skazany został na pięć lat ciężkich robót oraz dożywotnią banicję. Uwolniony w 1970, pozostał w izolacji politycznej aż do rewolucji 1983 roku. W pełni zrehabilitowany został jednak dopiero w roku 1991, wtedy również przywrócono mu pełnię praw obywatelskich.
Maurice Yaméogo zmarł w Wagadugu, na jego pogrzebie obecni byli między innymi prezydent Burkina Faso Blaise Compaoré wraz z małżonką oraz premier Wybrzeża Kości Słoniowej, Alassane Ouattara.